# 加地久勝
加地 久勝（かじ ひさかつ）は、戦国時代の武将。三好氏の家臣。通称は権助（ごんのすけ）で、『フロイス日本史』でもゴノスケドノ(葡: Gonosuke-dono)と言及されている。

## 生涯
三好長慶の配下で、堺奉行を担当した。
『室町殿日記』には、天文12年12月3日（1543年12月28日）付けで室町幕府の人件費100貫文を堺の商人から借金する内容の書状が書き写されており、差出人は久勝と塩田高景（若狭守）の連名になっている。仮にこの写しの内容が正確であるなら、これは三好長慶が管領の細川晴元から離反する前の話であり、当時から堺の町衆と交際があって幕府の資金繰りに関わっていたことになる。
永禄4年（1561年）、三好義興と三好長慶が足利義輝を招いた際には、篠原左近丞とともに冠木門で出迎える御門役を務め、その後も接待に奔走した。
『細川両家記』によると、永禄9年（1566年）の上芝の戦いでは久勝の率いた部隊が敵の首を7つ取っており、野田・福島の戦いにも三好方で参加している。